# クイックシルヴァー・メッセンジャー・サーヴィス
クイックシルヴァー・メッセンジャー・サーヴィス（Quicksilver Messenger Service) は、アメリカ合衆国のブルース、フォーク、ロック・バンドである。
1965年にサンフランシスコで結成され、グレイトフル・デッド、ジェファーソン・エアプレイン、ビッグ・ブラザー&ザ・ホールディング・カンパニーなどと共に、サイケデリック・ロックを代表するバンドとして知られている。
アルバム『ハッピー・トレイルズ (Happy Trails)』は、『ローリング・ストーン誌が選ぶオールタイム・ベストアルバム500』において189位にランクイン。メンバーのジョン・シポリナは2003年に「ローリング・ストーンの選ぶ歴史上最も偉大な100人のギタリスト」の第32位に選ばれた。

## 来歴

### 結成まで
1964年、シンシナティ市出身でフォーク・シンガーとして国内で活動していたデヴィッド・フライバーグが西海岸に流れ着いたパロアルトのコーヒー・ハウスでポール・カントナーとデュオを組み、デヴィッド・クロスビー、ジェリー・ガルシア、ロバート・ハンターらと演奏を繰り返していた。フォーク・シーンは下火となりビートルズの登場とともにカントナーはバンドを組むためにデュオを解消し、クロスビーはロサンジェルスに移りロジャー・マッギンというパートナーを見つけてザ・バーズ結成へ、ガルシアはサンフランシスコで新しいグループを組み後のグレイトフル・デッドへと動き出す。フライバーグはマリファナ所持で収監され、出所後、シンガーでハープ奏者のジム・マレイを通じて友人のギタリストジョン・シポリナと出逢う。
1965年の夏頃のある日、フライバーグはディノ・ヴァレンティという人物の評判を聞き、演奏を聴いた後にグループの結成を持ちかける。ヴァレンティはフラワー・ムーブメントで賛歌の一つだった「ゲット・トゥゲザー」の作者として有能なソングライターだった。
一方シポリナはアメリカのトップ40を演奏するバンド、ザ・ブローグスのゲイリー・ダンカン（ギター）、グレッグ・エルモア（ドラムス）らとセッションを行ない。ボ・ディドリーの「モナ」のローリング・ストーンズのヴァージョンを演奏した。
その後、フライバーグは再びマリファナ所持で収監された。彼が出所してグループを始める寸前に、今度はヴァレンティが同じくマリファナ所持で収監されてしまう。
フライバーグがベースを担当し、シポリナ、マレイにアレキサンダー・スペンスとセッション・ドラマーが加わり、マーティ・バリンが所有するザ・マトリックスというクラブでリハーサルを開始するが、スペンスをバリンがカントナーらと結成したジェファーソン・エアプレインにスカウトされてしまった。結局ダンカンとエルモアを迎え、メンバー全員が処女宮に関連することからクイックシルヴァー・メッセンジャー・サーヴィスと名乗って12月に慈善コンサートでデビューする。
名前の由来について（ジョン・シポリナ）
ジム（マレイ）とデヴィッド（フライバーグ）が名前を思いついたんだ。俺とデヴィッドは同じ日に生まれている。ゲイリー（ダンカン）とグレゴリー（エルモア）も同じ日に生まれている。みんなおとめ座だった。ジムはふたご座。ふたご座とおとめ座の守護星は水星（マーキュリー）。マーキュリーの別名はクイックシルヴァー（水銀）。水銀は古来ギリシャ神話になぞって神の使い（the messenger of the Gods）とされている。そしておとめ座 (Virgo）はそれに仕える人 (servant)。そしてデヴィッドが言ったんだ。"Oh, Quicksilver Messenger Service."ってね。

### 結成から最盛期
フラワー・パワー、ヒッピー・カルチャーや公民権運動、反戦運動といった社会背景から1965年以降顕著化したサンフランシスコのロック・ムーブメントにおいて、彼等はその最初期からの代表格の一つだったが、大手レーベルとの契約は遅かった。前述の麻薬違反からメンバーを欠く状態で不安定だったこと、それにまつわるステージビジネスにマナーの悪さを問題視された結果だった。当時、暗喩的にドラッグを扱った曲が相次いで放送禁止処分になり、レコード会社にとって特にサンフランシスコ拠点で活動するロックバンドとの契約はリスクと紙一重であり慎重を要した。
彼等はマリファナ、LSDなどのドラッグによる擬似神秘体験を表現する流行のサイケデリック・ロックを披露した。ステージは左利きのシポリナがフィードバックなど電気効果、ヴォリューム、トレモロ・アームを駆使するギブソン・SGギターを演奏し、彼等の人気は確立された。
大手レコード会社とのレコーディング契約のチャンスが回ってきたきっかけは、1967年のモントレー・ポップ・フェスティバルへの出演だった。時期を前後して、同フェスティバルに出演したジャニス・ジョプリンを擁するビッグ・ブラザー&ザ・ホールディング・カンパニーがメインストリーム・レーベル（Mainstream Records･英語版）からコロムビアに移籍し、マイク・ブルームフィールドらのエレクトリック・フラッグやモビー・グレープがコロムビアと契約した。そしてビートルズの人気のために新規の契約に積極的ではなく出遅れていたキャピトル・レコードが彼等とスティーヴ・ミラー・バンドを選び出した。同年、スティーヴ・ミラー・バンド、マザー・アース（Mother Earth･英語版）らと映画『レボリューション（Revolution ･英語版）』のサウンドトラック・アルバムのレコーディングを行うが、その直後、マレイがグループを去りハワイへ移住してしまう。残る4人で1968年にグループ名のみのタイトルでファースト・アルバムを発表した。エレクトリック・フラッグのニック・グラヴィナイツらの協力とアドバイスを仰ぎ、ライブ演奏で披露した長尺曲は短めに纏められ、全体が小ぢんまりとした印象を与える内容だった。
全米が彼等の魅力を認識するには翌1969年のアルバム『ハッピー・トレイルズ』のリリースが欠かせないこととなる。同アルバムにはスタジオ録音と、グレイトフル・デッドから移動用の録音装置アンペックス・8トラック・モービルを借りてフィルモアやウインターランドなどで録音した擬似ライブ録音が収録された。当時流行の実験ロックにあってはギター声明LPレコードと言うべきもので、エレキ・インストロメンタルのザ・ベンチャーズやイギリスのシャドウズなどの電気ギター奏法を応用したブルース・コードを中心に、延々エレクトリック・ギターをかき鳴らす演奏録音の嚆矢となった。それは後年言うところのジャングル・ビートが曲をつなぎ、ラストのカントリー・ソングまで物語を作り出した。意外にもシポリナの異国情緒を醸す独特の奏法は、遠いトルコのギターキングであるエルキン・コライがギブソン・SGギターでトルコ独自のフォークロック表現に実験音楽の一環から土着民族音楽を取り入れた際に活かされた。
彼等は『ハッピー・トレイルズ』を完成させたものの分裂し、ダンカンが結成前にマリファナ所持で収監されたヴァレンティとジ・アウトローズを結成するために脱退した。同年、3作目のアルバム『シェイディ・グローヴ』を制作する。グラヴィナイツが再び楽曲を提供し、彼等はニッキー・ホプキンスを迎えて新たな展開を図る。この年はライブ活動を減らし、復帰したダンカンとヴァレンティを迎えてスタジオ・ワークに時間を割き、翌1970年に6人編成で傑作アルバム『ただ愛のために』を発表した。しかし同年にアルバム『ホワット・アバウト・ミー』を制作した頃にはホプキンス、1971年に入るとシポリナが脱退した。フライバーグは何度目かのドラッグ所持による逮捕から脱退を余儀なくされ、復帰を避けて1972年にバリンの後任としてジェファーソン・エアプレインに加入し、やがてメンバーのカントナーやグレイス・スリックと共にジェファーソン・スターシップを結成した。
バンドの音楽志向や活動方針が固まっていなかった初期からメンバーの信頼と期待を一身に集めたヴァレンティは、楽曲制作者としてレーベル契約に欠かせない存在だったが、前述のようにマリファナ所持による収監で脱落した。残されたメンバーはライブ演奏に活路を見いだして地元では絶大な人気を獲得し、遅いレーベル契約を経て全国的な名声を博する成功を勝ち取った。ヴァレンティの加入は彼等の弱点だった楽曲制作者不在を解消したが、皮肉にもメンバー間に不和をもたらしてしまう。彼の作る耽美的メロウな曲やラテン・ロック等のアプローチといった音楽指向は、ダンス音楽嗜好のロック・ミュージックからシンガーソングライター・ブームやAORのブーム迎合が到来した1970年代以降に完成されていったもので、時流のアイアン・バタフライのようにリズムがずっしりしたギター中心のハードロックなど楽曲が全盛だった時期では早すぎて場違いなものだった。サンフランシスコを離れ、オリジナル・メンバーのジム・マレイに長期滞在のサポートを受けてハワイ州・オアフ島ハレイワのスタジオでじっくりと録音作業を進めた『ただ愛のために』は良作だったが、ライブ演奏で得られた彼等の名声を否定しかねない作品だった。

### 解散、再結成、再活動
ディノ・ヴァレンティとゲイリー・ダンカン、グレッグ・エルモアらにより活動を続けることとなり、ヴァレンティが中心となって1971年に『クイックシルヴァー』、1972年に『カミン・スルー』をリリースするが、1973年頃にはトラブルを抱える様になりバンドの活動を停止することになる。1975年に一度最盛期のメンバーで再結成アルバムを制作、コンサートを行うが何のリアクションもなく幕を閉じた。
1980年代に入るとグレイトフル・デッドの復活とともにサン・フランシスコの音楽が活気づくとゲイリー・ダンカンがグループを復活させてゲイリー・ダンカンズ・クイックシルヴァーの名の下にサンフランシスコのローカル・シーンで活動を再開。1996年まで活動した。
2006年、バンド結成40周年を機にクイックシルヴァー・メッセンジャー・サーヴィス名義で活動を再開し、2009年からデヴィッド・フライバーグズ・クイックシルヴァー・メッセンジャー・サーヴィスに名義変更して活動を続けている。

## ディスコグラフィ

### スタジオ・アルバム
- 『クイックシルヴァー・メッセンジャー・サーヴィス』 - Quicksilver Messenger Service (1968年)
- 『シェイディ・グローヴ』 - Shady Grove (1969年)
- 『ただ愛のために』 - Just for Love (1970年)
- 『ホワット・アバウト・ミー』 - What About Me (1970年)
- 『クイックシルヴァー』 - Quicksilver (1971年)
- 『カミン・スルー』 - Comin' Thru (1972年)
- 『伝説の不死鳥!』 - Solid Silver (1975年)

#### ゲイリー・ダンカンズ・クイックシルヴァー
- 『ピース・バイ・ピース』 - Peace By Piece (1986年)
- Shape Shifter Vols. 1 & 2 (1996年)
- Three in the Side (1998年)
- Shapeshifter Vols. 3 & 4 (2006年)
- Strange Trim (2006年)
- Six String Voodoo (2008年)
- The Hermit (2010年)

### ライブ・アルバム
- 『ハッピー・トレイルズ』 - Happy Trails (1969年) ※旧邦題『愛の組曲』
- 『ライヴ・アット・フィールドストーン』 - Live at Fieldstone (1997年)
- Live at the 7th Note (2007年)
- Live 07 (2008年)
- Reunion (live at The Sweetwater, Mill Valley, CA, June 7, 2006) (2009年)[2]
- Maiden of the Cancer Moon (1983年)
- At the Kabuki Theatre (2007年)
- Live at the Avalon Ballroom, San Francisco, 9th September 1966 (2008年)
- Live at the Avalon Ballroom, San Francisco, 28th October 1966 (2008年)
- Live at The Fillmore, San Francisco, 4th February 1967 (2008年)
- Live at The Fillmore, San Francisco, 6th February 1967 (2008年)
- Live at The Carousel Ballroom, San Francisco, 4th April 1968 (2008年)[3]
- Live at the Quarter Note Lounge, New Orleans, LA, July 1977 (2009年)[4]
- Live at the Fillmore, June 7, 1968 (2013年)
- Live at The Old Mill Tavern - March 29, 1970 (2013年)
- Live at the Winterland Ballroom, December 1, 1973 (2013年)
- Fillmore Auditorium  -  November 5, 1966 (2014年)
- Cowboy On The Run (Live In New York) (2015年) [5]
- Live in San Jose - September 1966 (2015年)
- Fillmore Auditorium - February 5, 1967 Live (2015年)
- 『ストーニー・ブルック・カレッジ、ニューヨーク・1971』 - Stony Brook College, New York 1970 Live (2015年)
- Live Across America 1967-1977 (2016年)
- More Happy Trails 1969 - Live (2016年)

### コンピレーション・アルバム
- Revolution (1968年) ※映画サウンドトラック。with スティーヴ・ミラー・バンド、マザー・アース
- 『アンソロジー』 - Quicksilver Anthology (1973年)
- Sons of Mercury 1968-75 (1991年)
- Unreleased Quicksilver Messenger Service - Lost Gold and Silver (1999年)
- Classic Masters (Remastered, 2002年)
- Castles in the Sand (Studio Jam 1969/70) (2009年) [6]

### シングル
- "Pride of Man" (1967年)
- "Dino's Song" (1968年)
- "Stand by Me" (1968年)
- "Holy Moly" (1969年)
- "Who Do You Love" (1969年)
- "Shady Grove"  (1969年)
- 「フレッシュ・エア」 - "Fresh Air" (1970年)
- 「ホワット・アバウト・ミー」 - "What About Me" (1971年)
- 「アイ・ファウンド・ラヴ」 - "I Found Love" (1971年)
- 「タイム・イン U.S.A.」 - "Doin' Time In The U.S.A." (1972年) ※日本限定盤
- "Changes" (1972年)
- "Gypsy Lights" (1975年)